# James Henry Reynolds
James Henry Reynolds (Dublino, 3 febbraio 1844 – Londra, 4 marzo 1932) è stato un medico e militare britannico di nazionalità irlandese, premiato con la Victoria Cross.

## Biografia
Nativo di Dublino, studiò medicina al Trinity College e ottenne la licenza medica nel 1867, arruolandosi l'anno successivo nell'esercito britannico. Fino al 1870 fu impiegato in India, ma contrasse il colera durante un'epidemia e venne rimandato in Gran Bretagna per riprendersi.
Mandato di stanza in Sudafrica nel 1874, seguì varie spedizioni contro le popolazioni africane sempre nel ruolo di medico militare. Analogamente partecipò alla guerra anglo-zulu nel 1879, stabilendosi nell'ospedale di Rorke's Drift e occupandosi dei numerosi feriti della spedizione. Quando l'avamposto venne attaccato dagli zulu, durante la battaglia di Rorke's Drift si distinse per l'eroica assistenza fornita ai feriti sotto il fuoco nemico, venendo per questo ricompensato con la Victoria Cross, la più alta onorificenza militare britannica.
Promosso chirurgo maggiore, continuò a servire durante il conflitto, curando i feriti durante la battaglia di Ulundi, l'ultimo e risolutivo scontro della guerra. In seguito tornò in Irlanda, ritirandosi infine dall'esercito nel 1896 col grado di tenente colonnello. Visse molto a lungo, e nel 1929 partecipò ad una cena di gala indetta in onore dei premiati con la Victoria Cross, di cui figurò come il più anziano. Morì tre anni più tardi in una casa di cura, venendo sepolto a Kensal Green. 

## Nella cultura di massa
- Nel film Zulu, che rievoca la battaglia di Rorke's Drift, il suo ruolo è interpretato da Patrick Magee.